# تصدق حسین جیلانی
تصدق حسین جیلانی (انگلیسی: Tassaduq Hussain Jillani؛ زادهٔ ۶ ژوئیهٔ ۱۹۴۹) قاضی اهل پاکستان است. وی از سال ۱۹۸۹ تا ۱۹۹۰ قاضی ارشد پاکستان بوده‌است.